# Juliet Stevenson
Juliet Anne Virginia Stevenson, CBE, född 30 oktober 1956 i Kelvedon i Essex, är en brittisk skådespelare.

## Filmografi i urval
- The Mallens (1979) (TV)
- BBC Television Shakespeare Pericles, Prince of Tyre (1984) (TV)
- Life Story (1987) (TV)
- Dränkta i nummerordning (1988)
- Truly, Madly, Deeply (1991)
- The Secret Rapture (1993)
- The Legends of Treasure Island (1993) (TV)
- The Politician's Wife (1995) (TV)
- Emma (1996)
- Play (2001)
- Christmas Carol: The Movie (2001)
- Nicholas Nickleby (2002)
- Bend It Like Beckham (2002)
- Food of Love (2002)
- Mona Lisa Smile (2003)
- The Snow Queen (2005)
- Pierrepoint (2005)
- Breaking and Entering (2006)
- Capote - en iskall mordgåta (2006)
- And When Did You Last See Your Father? (2007)
- Dustbin Baby (2008)
- Dödsdomen (2008)
- Agatha Christie's Marple:Ordeal By Innocence (2008) (TV)
- Månprinsessan (2008)
- Triage (2009)
- Desert Flower (2009)
- Law & Order: UK (2010) (TV)
- Accused (2010) (TV)
- Kommissarie Lewis "Old, Unhappy, Far Off Things" (2011) (TV)
- The Hour (2011) (TV)
- White Heat (2012) (TV)
- 2013 – Diana
- 2025 – A Cruel Love: The Ruth Ellis Story (TV-serie)